# ヴィクター・ウッテン
ヴィクター・ウッテン（Victor Wooten、1964年9月11日 -）は、ジャズ、フュージョンのベーシスト。バージニア州ハンプトン生まれ。高度なテクニックとグルーヴ感溢れる演奏で、ベーシストの中にも信奉者が多い。5度のグラミー賞受賞歴をもち、ローリング・ストーン誌の「読者が選ぶ史上最高のベーシスト」では10位に選ばれた。

## 略歴
1964年9月11日、5人兄弟の末っ子として生まれる。3歳で長兄のレジ・ウッテンにエレクトリックベースの手ほどきを受けて、5歳になる頃には単純なラインを弾けるようになり、やがてギグも行うようになっていった。
1970年代にはウッテン・ブラザーズ・バンド（レジ、ロイ、ルディ、ジョセフ、ヴィクター）のベーシストとしてデビューし、カーティス・メイフィールドやウォーの前座を務めた。1988年、テネシー州ナッシュビルに引っ越すと、ブルース・ソウル歌手ジョネル・モッサーのベーシストとして1年間活躍した後、1989年にニュー・グラス・リバイバルの名バンジョー奏者ベラ・フレック、兄でドラマーのロイ・ウッテン（別名フューチャー・マン）、ハーモニカ兼キーボード奏者のハワード・レヴィとともにベラ・フレック・アンド・フレックトーンズ（Béla Fleck and the Flecktones）を結成した。このグループは、ブルーグラスを基調としてジャズ、フュージョン、ファンクを織り交ぜたインストゥルメンタルバンドとしてスタートし、1993年にハワード・レヴィが脱退してサックス奏者のジェフ・コフィンが加入したことで、コンテンポラリージャズ・フュージョン色を強めた。またキーボーディストがいなくなったことでウッテンのベースは和音やベースソロにそれまで以上に活躍するようになった。2006年10月現在までに11枚のアルバムを発表し、幾度もグラミー賞を受賞して精力的に活動中である。
また、1996年よりソロ・アルバムを発表している。

## その他の活動
ウッテンはいくつかのフュージョン／プログレッシブ・ロック・プロジェクトのメンバーとしても活動している。1998年スティーヴ・ベイリーと共にベース・エクストリームズを結成、また同年スコット・ヘンダーソン、スティーヴ・スミスと共にヴァイタル・テック・トーンズを結成した。2004年には、グレッグ・ハウ、デニス・チェンバースと共にエクストラクションを結成して活動し、CDを発表している。その他デイヴ・マシューズ・バンド等様々なバンドに参加している。2008年にはスタンリー・クラーク、マーカス・ミラーと組み、3人のベーシストのユニット"S.M.V."による企画アルバム『サンダー』を発表。このプロジェクトで世界ツアーを行い、来日公演も果たした。

## 機材
ベース
最も良く使うベースはフォデラの自身のシグネイチャーモデルである。ウッテンのデザインしたフォデラの「陰陽」ベースもよく使用される。このベースのボディから指板にまで及ぶ太極図模様はペイントではなく、ベース自体を「陰（エボニー）」と「陽（ホリーウッド）」の2片の木を組み合わせて作ってあるものである。
また、シグネイチャーモデルにはEMG製のピックアップを搭載している。
アンプ
現在はHartkeのLH 1000を二つ使っており、一つはプリアンプ、もう一つはパワーアンプとして使用している。
また、キャビネットは同社のHyDrive cabinetというキャビネットを使用している。
エフェクター
現在は主にBossのGT6B、Source Audio製のthe Soundblox Pro Multiwave Bass Distortion、Rodenburg製のブースターを使用している。
ソロではBossのLoop Stationを使い、演奏フレーズを繰り返し重ねながら演奏をすることがある。

## 奏法
ウッテンのスラップ奏法は親指をギターピックのようにアップ・ダウンさせて弦をはじき（サムピング）、さらに人差し指・中指で弦を引っ張る（プラッキング）ことで四連スラップを行う(ロータリースラップ)。さらにハーモニクスやタッピング奏法、コード弾きを織り交ぜ、非常に高度な技巧を展開しながらも、ファンク色の強いグルーヴ感あふれるリズムを聞かせる。

## ディスコグラフィ

### ソロ・アルバム
- 『ショウ・オブ・ハンズ』 - A Show of Hands (1996年)
- 『ホワット・ディド・ヒー・セイ』 - What Did He Say? (1997年)
- 『イェン・ヤン』 - Yin-Yang (1999年)
- 『ライヴ・イン・アメリカ』 - Live in America (2001年)
- 『ソウル・サーカス』 - Soul Circus (2005年)
- 『パルミステリー』 - palmystery (2008年)
- 『ソード・アンド・ストーン/ワード・アンド・トーン』 - Sword & Stone / Word & Tone (2012年)

### ヴィクター・ウッテン feat.デニス・チェンバース&　ボブ・フランチェスチーニ
- 『トリプノティクス』 - Trypnotyx (2017)

### ベラ・フレック・アンド・フレックトーンズ
- Béla Fleck and the Flecktones (1990年)
- 『フライト・オブ・ザ・コズミック・ヒッポ』 - Flight of the Cosmic Hippo (1991年)
- 『UFO Tofu』 - UFO Tofu (1992年)
- Three Flew Over the Cuckoo's Nest (1993年)
- Live Art (1996年)
- Left of Cool (1998年)
- Greatest Hits of the 20th Century (1999年)
- Outbound (2000年)
- 『ライヴ・アット・ザ・クイック』 - Live at the Quick (2002年)
- Little Worlds (2003年)
- 『テン・フロム・リトル・ワールズ』 - Ten From Little Worlds (2003年)
- 『ヒドゥン・ランド』 - The Hidden Land (2006年)
- Jingle All the Way (2008年)
- Rocket Science (2011年)

### ベース・エクストリームズ
- CookBook (1998年)
- 『ジャスト・アッド・ウォーター』 - Just Add Water (2001年)

### ヴァイタル・テック・トーンズ
- Vital Tech Tones (1998年)
- VTT2: Vital Tech Tones Vol. 2 (2000年)

### エクストラクション
- 『エクストラクション』 - Extraction (2004年)

### S.M.V.
- 『サンダー』 - Thunder (2008年)

### その他
- Bass Day '98 CD (1998年)